# Couille du pape
Le nom de couille du pape est partagé par une variété de figues de Provence, dite aussi « marseillaise », et une variété de prunes domestiques, très proche de celle dite « Belle de Louvain ».

## Figue

### Légendes
La figue « couille du pape » était, dit-on, offerte aux mendiants à la sortie de la messe de minuit, le soir de Noël ; son nom viendrait de l’époque des papes d'Avignon dont on vérifiait, lors de leur élection, la virilité, en raison de la légende de la papesse Jeanne. Cependant, la palpation des testicules du pape est aussi une légende qui apparaît postérieurement à celle de la papesse Jeanne.

### La marseillaise

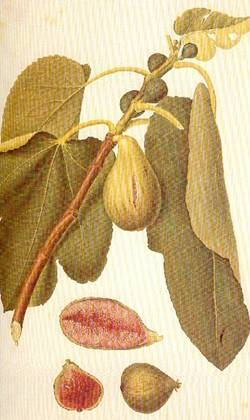
Figue dite couille du pape ou marseillaise.

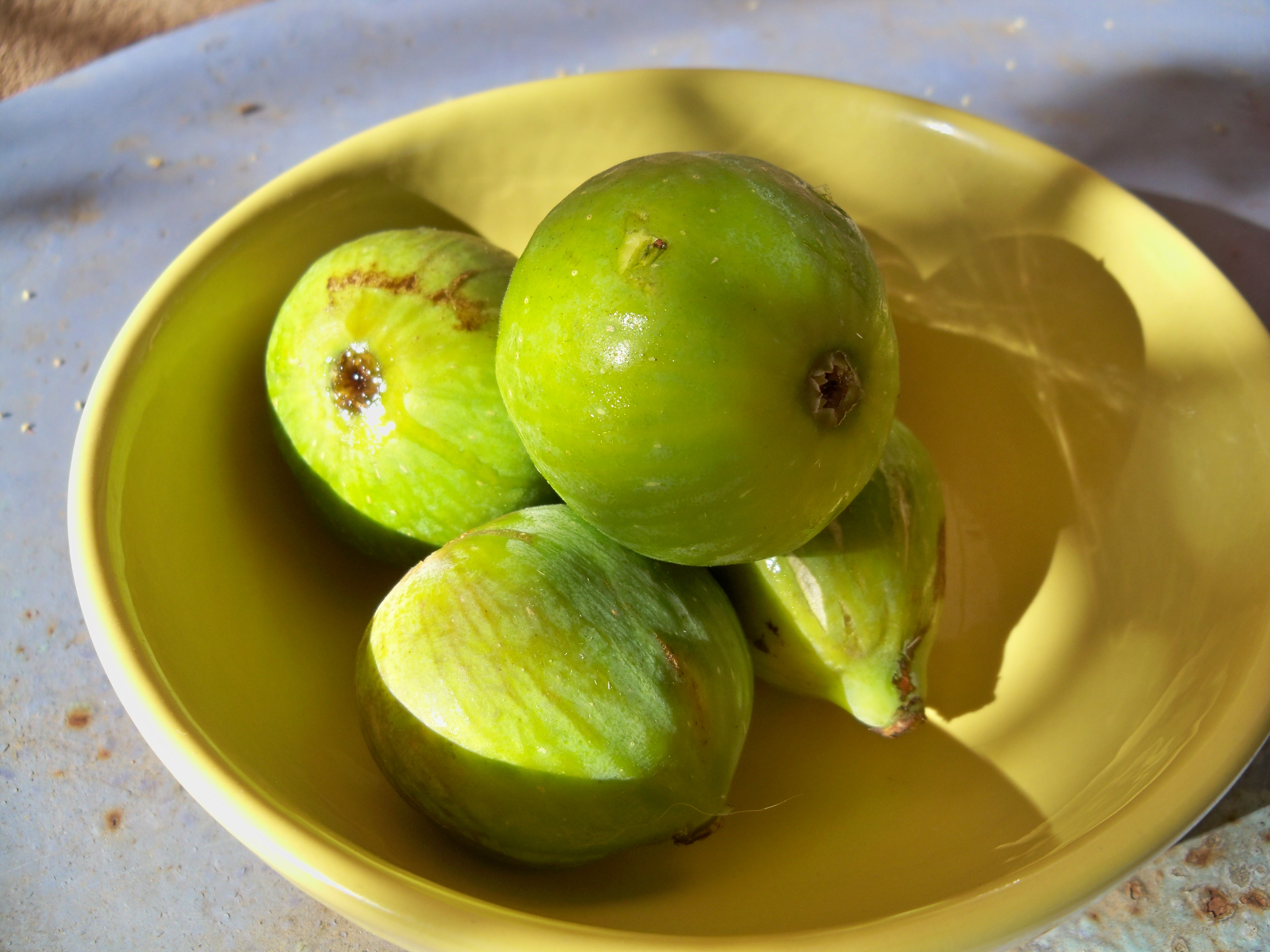
Des marseillaises.

La figue est le fruit du figuier commun (Ficus carica) un arbre de la famille des moracées, emblème du bassin méditerranéen où il est cultivé depuis des millénaires. Son nom français est emprunté à l'occitan figa. Elles sont définies par couleurs : blanches ou vertes, grises ou rouges, noires ou violet foncé.
La marseillaise, d'origine provençale est l'une des 250 espèces de figues répertoriées. Elle a comme synonyme, outre la couille du pape, athènes, blanquette, bouton de guêtre, figue d'Athènes, grise de Marseille, lipari,.
C'est une variété qui a été référencée dans les années 1600, ce qui dément la légende créée autour des papes d'Avignon. Elle produit une fois par an une petite figue verte qui vire au jaune lorsqu'elle atteint sa maturité. Une de ses caractéristiques est que sa peau se fendille facilement, mais avec sa chair ferme et fondante, très sucrée et parfumée, ses qualités gustatives sont incomparables.

## Prune
La couille du pape ou couille du pape Béranger est une prune domestique originaire d'Eure-et-Loir qu'on trouve également dans l'est de la France, avec une floraison en mars et une maturité en juillet. Les arbres dépassent rarement 4 m de haut et les fruits ne se conservent pas très longtemps. Idéalement il faut les cueillir sur l'arbre et non les ramasser.
Les fruits sont petits, bleus et un peu allongés.
La couille du pape est très voisine de la Belle de Louvain, à tel point que leurs surnoms sont parfois confondus. Les fruits ont la même forme, éventuellement des tailles inégales. La Belle de Louvain peut être surnommée Prune du pape ou Couille de moine mais les deux pruniers Belle de Louvain et Couille du pape sont bien considérés comme des variétés différentes chez les pépiniéristes.